# Flughafen Karlsruhe/Baden-Baden

i7
i11
i13
Der Flughafen Karlsruhe/Baden-Baden (IATA-Code: FKB, ICAO-Code: EDSB) ist der nach Passagierzahlen zweitgrößte Verkehrsflughafen in Baden-Württemberg. Er liegt südwestlich von Rastatt und westlich von Baden-Baden, nahe der französischen Grenze auf dem Areal des Gewerbegebiets Baden-Airpark. Das Gelände war von 1953 bis 1993 ein kanadischer Militärflugplatz mit der Militärbezeichnung CFB Baden-Soellingen, benannt nach dem nahe gelegenen Ort Rheinmünster-Söllingen. Der Flughafen ist eine Basis für die irische Billigfluggesellschaft Ryanair und die polnische Enter Air.

## Geschichte

### RCAF Station Baden-Söllingen / Canadian Forces Base Baden-Söllingen
Der Flugplatz wurde im Rahmen der europäischen Verteidigungsplanung der NATO während des Kalten Krieges zunächst ab 1951 als Militärflugplatz für die französischen Luftstreitkräfte errichtet.
Noch vor der endgültigen Fertigstellung wurde beschlossen, den Platz an die Royal Canadian Air Force (RCAF) zu übergeben, da sich der Bau des für die Kanadier ursprünglich vorgesehenen Stützpunktes in Pferdsfeld verzögerte. Die Royal Canadian Air Force Station Baden-Söllingen (kurz RCAF Station Baden-Söllingen) unterstand der 1. Air Division (RCAF) in Metz und wurde Anfang September 1953 Heimatbasis des 4. (Jagd-)Geschwaders, 4. (Fighter) Wing, dem drei fliegende Staffeln, die 414., 422. und die 444. Squadron, unterstellt waren. Das Geschwader war zunächst mit 62 Tagjägern vom Typ Sabre Mk.4 (ab 1954 Mk.5 und Mk.6) ausgerüstet.
Die 414. Staffel wurde im Juli 1957 aufgelöst und im folgenden Monat durch die mit allwettertauglichen Abfangjägern CF-100 Canuck Mk.4B ausgerüstete 419. Squadron ersetzt.
Die 419. Staffel wurde Ende 1962 deaktiviert und die beiden übrigen Staffeln wurden zwischen März und Juli 1963 auf die CF-104 Starfighter umgerüstet, einen Aufklärer und nuklearwaffenfähigen Überschall-Jagdbomber. Im Februar 1964 kam die zuvor in Grostenquin stationierte 421. Squadron als dritte Staffel nach Söllingen. Die 444. Staffel ihrerseits wurde Ende März 1967 aufgelöst und dem 4. Wing unterstanden nur noch / nunmehr zwei Staffeln.
Nach Umgliederungen bei den kanadischen Streitkräften wurde der Stützpunkt 1968 in Canadian Forces Base Europe, Det. Baden-Söllingen (kurz CFB Europe, Det. Baden-Söllingen, ab November 1979 CFB Baden-Söllingen) umbenannt und ab 1970 zusätzlich zu den Luftwaffeneinheiten ein Bataillon mechanisierte Infanterie am Standort Söllingen stationiert. Parallel hierzu erfolgte eine drastische Verkleinerung der in Europa stationierten kanadischen Luftstreitkräfte, die als Folge in Söllingen konzentriert wurden. Als Konsequenz wurde das 4. Wing zur Jahresmitte 1970 deaktiviert und die Söllinger Staffeln, inzwischen die 421., 439. und 441. Squadron wurden der in Lahr stationierten neuaufgestellten 1. Canadian Air Group (CAG) direkt unterstellt. Ihr unterstanden die 421., 439. und 441. Squadron.
In Folge der neuen NATO-Strategie der Flexible Response verloren die CF-104 Anfang der 1970er Jahre ihre nukleare Rolle und im weiteren Verlauf des Jahrzehnts errichtete die NATO auch in Söllingen eine Reihe sogenannter Hardened Aircraft Shelter.
In dieser Zeit begannen auch umfangreiche Umbaumaßnahmen der Basis im Hinblick auf die Stationierung des zweistrahligen Mehrzweckkampfflugzeuges CF-18 (CF-188) als Ersatz der CF-104. Im Mai 1984 operierten vier CF-18 erstmals versuchsweise von Söllingen aus, während die drei CF-104-Staffeln zwischen November 1984 und Februar 1986 deaktiviert wurden. Die Umschulung auf die CF-18 erfolgte in Kanada. Durch technisch bedingte Verzögerungen verlegte anstelle der 441. Staffel die 409. Squadron als erste CF-18-Einheit im Juni 1985 nach Söllingen. Die 439. Staffel wurde im November des gleichen Jahres reaktiviert und mit der Reaktivierung der 421. Staffel im Juli 1986 war die Einführung der CF-18 abgeschlossen.
Das 4. Geschwader wurde im Mai 1988 als Dachverband der Söllinger Staffeln reaktiviert und an Stelle der 1. CAG der in Lahr reaktivierten 1. Air Division unterstellt.
Nach dem Fall der Berliner Mauer 1989 beendeten die kanadischen Streitkräfte ihr Engagement in Europa. Zunächst kamen Söllinger CF-18 jedoch noch bei der Operation Desert Storm zum Kampfeinsatz. Die Auflösung der Staffeln erfolgte zwischen Juni 1991 und November 1992. Die letzten CF-18 verließen Deutschland Mitte Januar 1993 und der Flugbetrieb wurde im Folgemonat eingestellt. Nach einer Abschlussparade am 31. Juli 1993 schloss die Basis CFB Baden-Soellingen am 31. Dezember 1993.
Das NATO Tiger Meet fand zweimal, 1976 und 1983, in Söllingen statt und im September 1983 fand anlässlich des 30-jährigen Bestehens der Air Base noch ein großer Tag der offenen Tür statt. Fünf Jahre später im Juni 1988 wurde abermals und gleichzeitig ein letzter großer Flugtag ausgerichtet, bei dem u. a. die italienische Kunstflugstaffel Frecce Tricolori das letzte Mal in Deutschland vor ihrem Auftritt am 28. August beim Flugtag in Ramstein flog.

### Zivile Umnutzung
Bis 1994 bemühten sich Städte und Gemeinden, die ehemalige Luftwaffenbasis in einen Regionalflughafen umzuwandeln.
Ein privates Konsortium aus dem Raum Karlsruhe (FlowTex, Vollack Industriebau, Bechtold Ingenieurgesellschaft, Oberle Consulting) gründete im November 1994 die Baden Airpark GmbH (ab 1996: AG) und im Juni 1995 die Baden-Airport GmbH.
Im Februar 1996 erwarb die Baden-Airpark AG, eine hundertprozentige Tochtergesellschaft der FlowTex AG, den Flughafen von der regionalen Entwicklungsgesellschaft Söllingen, die inzwischen Besitzerin des Geländes war. Die später als Betrüger verurteilten Manfred Schmider und Klaus Kleiser stiegen mit 38 Millionen DM ein, die öffentliche Hand steuerte 57 Millionen DM bei. Der erste Charterflug startete im Mai 1997. Neben dem zivilen Flughafen legten die neuen Besitzer auf dem 613 Hektar großen Gelände in mehreren Abschnitten ein Gewerbegebiet an, das zum Teil die noch vorhandenen militärischen Gebäude nutzte. Langfristige Investitionen von bis zu 800 Millionen D-Mark wurden angekündigt.
Der Betrieb des kleinen Baden-Badener Flugplatzes Oos wurde 1997 zum Baden-Airport verlagert. Im selben Jahr wickelte Spanair auf dem ehemaligen Militärflugplatz erstmals einen Charterflug ab, das Ziel war der Flughafen Palma de Mallorca. Im September 1998 folgten die ersten Linienflüge durch Crossair nach Basel. Der 100.000ste Fluggast seit Betriebsaufnahme war im Mai 1999 zu verzeichnen, und noch im November der 100.000ste Fluggast des Jahres. Im Jahr 2000 schloss der Flugplatz Karlsruhe-Forchheim, dessen Funktion als Flugplatz für die Allgemeine Luftfahrt in der Region Karlsruhe inzwischen der Baden-Airport übernommen hatte. Im Zuge der FlowTex-Insolvenz musste die Baden-Airpark AG im Juni 2000 Insolvenzantrag stellen. Die Flughafen Stuttgart GmbH übernahm daraufhin eine Zweidrittel-Beteiligung und Kommunen der Region die restlichen Anteile. Am 1. Januar 2001 wurde eine neue Baden-Airpark GmbH gegründet, die den Platz seitdem als Flughafen Karlsruhe/Baden-Baden betreibt. Medienberichten zufolge war die Airpark-GmbH zu diesem Zeitpunkt mit 90 Millionen Euro verschuldet, insbesondere bei Commerzbank, Hypovereinsbank und Sparkasse Karlsruhe, und der Flughafen Stuttgart zahlte 62 Millionen Euro für die Gesellschaft. Neben dem eigentlichen Flughafengelände waren zu diesem Zeitpunkt bereits rund 20 von rund 80 Hektar Gewerbefläche verkauft.
Im Frühjahr 2003 wurde das „Airpark Business Center“ als erster größerer Neubau auf dem Gewerbegelände fertiggestellt. Er umfasst rund 5000 Quadratmeter Büro- und 1000 Quadratmeter Einzelhandelsfläche, darunter auch den Polizeiposten des Flughafengeländes. Anfang 2009 wurde auf dem Gelände ein Hotel mit 85 Zimmern eingeweiht.
Im September 2005 wurde das neue Terminal des Flughafens in Betrieb genommen, das kurz darauf sämtliche Flugbewegungen abwickelte und auf eine Kapazität von jährlich bis zu zwei Millionen Passagieren ausgelegt ist. Die Baukosten für das Gebäude mit 20 Check-In-Schaltern lagen bei rund zehn Millionen Euro.

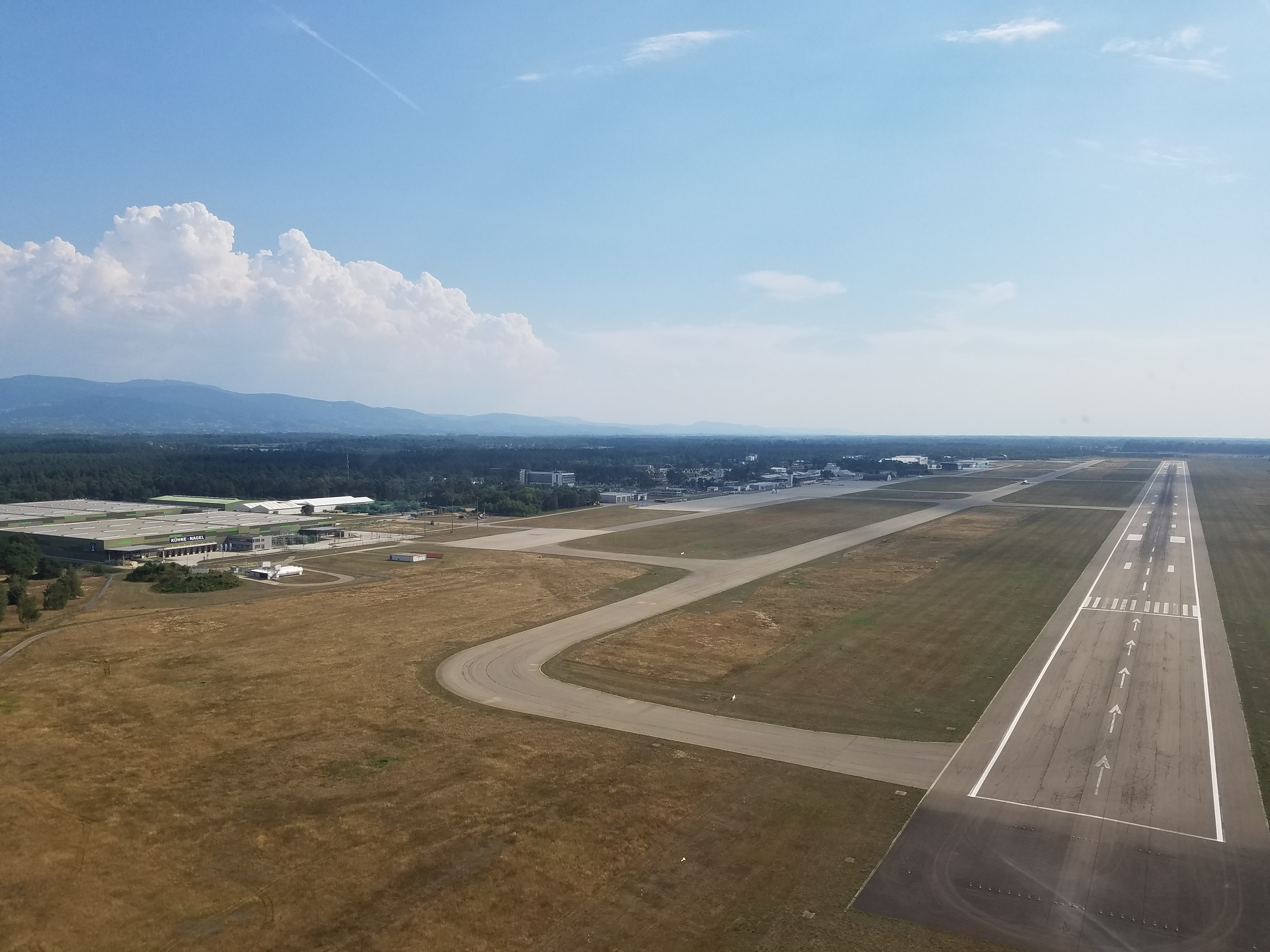
Die Start- und Landebahn im Jahr 2018

Um an dem Flughafen Karlsruhe/Baden-Baden die Allwetterflugbetriebsstufe von CAT I auf CAT III zu erhöhen, wurde die Start- und Landebahn von März 2008 bis September 2009 grundsaniert und entsprechende Markierungen und die für CAT III notwendige Befeuerung installiert. Dafür wurde zunächst der Rollweg G zur Verwendung als Interims-Start- und Landebahn verbreitert, die ab April 2009 die primäre Start- und Landebahn ersetzte. Diese wurde bis September 2009 neu gebaut, nach ihrer Inbetriebnahme wurde die Interims-Start- und Landebahn zum Rollweg G zurückgebaut.
Im Oktober 2011 gab die Billigfluggesellschaft Ryanair bekannt, in Karlsruhe/Baden-Baden ihre vierte deutsche Basis zu eröffnen und zunächst zwei Boeing 737-800 vor Ort zu stationieren. Außerdem gibt es vor allem während des Sommers diverse Charter- und Urlaubsflüge zu Ferienzielen in ganz Europa.
Im März 2016 nahm die ungarische Billigfluggesellschaft Wizz Air Karlsruhe in ihr Programm auf. Die Verbindung mit Air Berlin nach Berlin wurde im Jahr 2017 wegen Insolvenz zunächst eingestellt, aber 2018 von Eurowings übernommen. 2019 stellte auch Eurowings die Verbindung wieder ein. Im Sommer 2020 hatte Wizz Air die Kapazität auf acht Verbindungen erhöht, dabei wurden Bukarest, Tirana und Warna neu angeflogen. Im Oktober 2020 machte Wizz Air zudem bekannt, zwei weitere Verbindungen zu eröffnen. Dabei handelte es sich um Pristina und Cluj-Napoca. Damit erweiterte Wizz Air den Flugplan ab dem FKB auf 10 Flugziele. Im Februar 2022 wurde mit Kukes Verbindung Nummer 11 angekündigt. Kurz darauf stellte Wizz Air die Verbindungen nach Bukarest und Cluj-Napoca allerdings wieder ein. Anschließend stellte Wizz Air die Verbindungen nach Kukes, Pristina, Warna und Tuzla wieder ein. Somit bedient Wizz Air fünf Verbindungen ab dem Flughafen Karlsruhe/Baden-Baden (Stand Dezember 2024).
Ryanair setzt mit dem Sommerflugplan 2023 ein drittes Flugzeug ab Karlsruhe ein. Ebenso stationierte TUI wieder eine B737-800 der Enter Air, die Vollcharter-Flüge nach Spanien und Griechenland durchführt.
Ryanair setzt seit dem 1. März 2025 ein viertes Flugzeug ab Karlsruhe/Baden-Baden ein. Ebenso bleibt auch im Sommerflugplan 2025 eine Enter Air im Auftrag der TUI stationiert.
Wizz Air beabsichtigt ab dem 28. Oktober 2025 eine neue Verbindung nach Chisinau und ab dem 15. Dezember 2025 nach Suceava aufzunehmen.

## Betreiber

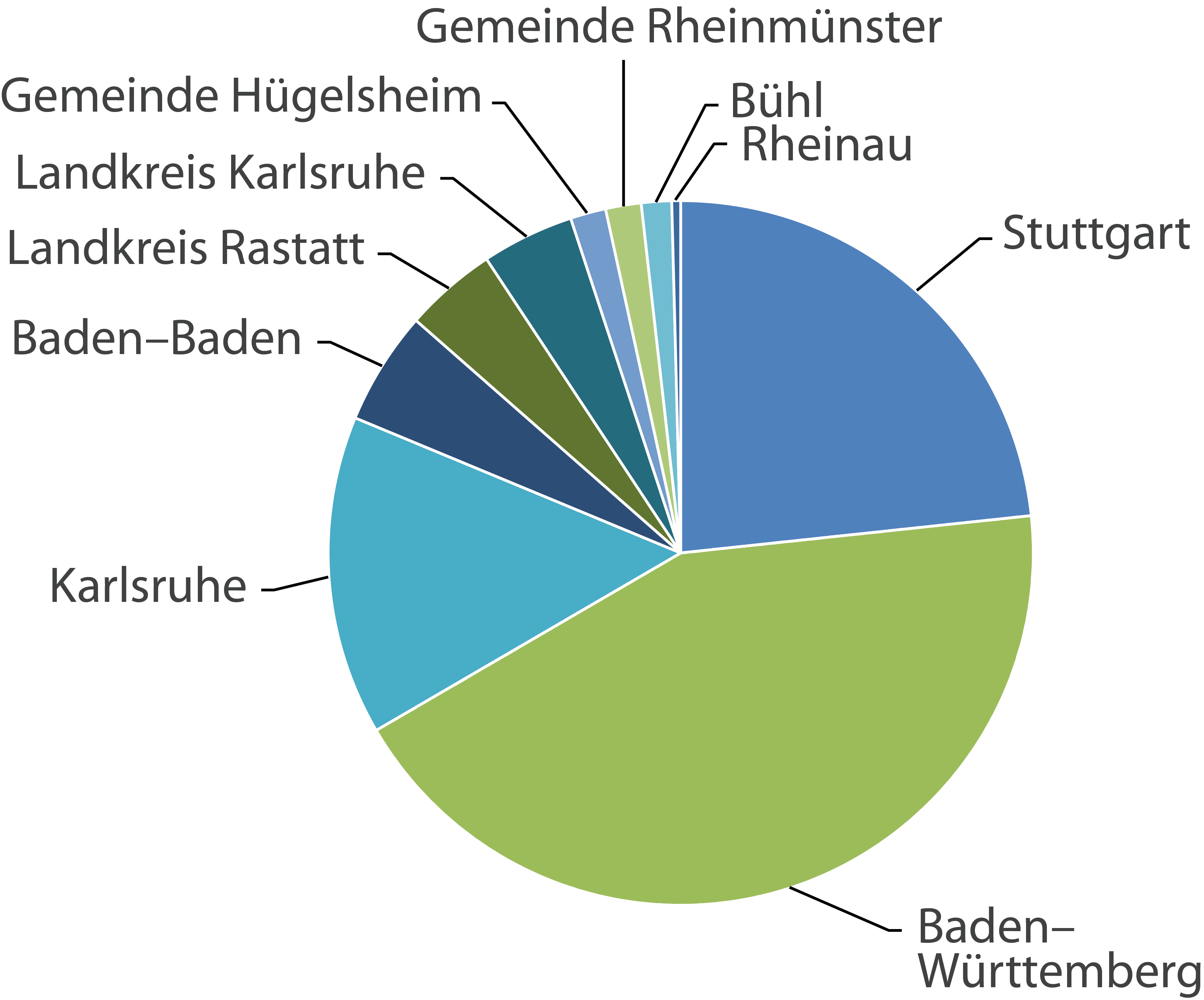
Eigentumsverhältnisse am Flughafen Karlsruhe/Baden-Baden

Die Baden-Airpark GmbH verfügt über ein Stammkapital von 25 Millionen Euro und ist zu 66,6 % eine Tochtergesellschaft der Flughafen Stuttgart GmbH, die wiederum zu 35 % der Stadt Stuttgart und zu 65 % dem Land Baden-Württemberg gehört. Das restliche Drittel wird von der Baden-Airpark Beteiligungsgesellschaft mbH gehalten, an der die namensgebenden Städte Karlsruhe (43,9 %) und Baden-Baden (15,61 %) sowie die Landkreise Rastatt und Karlsruhe (je 12,68 %), die Gemeinden Hügelsheim und Rheinmünster (je 4,88 %) und die Städte Bühl (4,15 %) und Rheinau (1,22 %) beteiligt sind. Die nahe gelegene Kreisstadt Rastatt entschied sich während der Amtszeit von Oberbürgermeister Klaus-Eckhard Walker gegen eine Beteiligung.

## Wirtschaftliche Entwicklung
Die Zahl der abgefertigten Passagiere pro Jahr stieg mit einigen Schwankungen von 188.835 im Jahr 2001 bis auf über 1,3 Mio. im Jahr 2019. 2020 und 2021 war der Flugverkehr auf Grund der COVID-19-Pandemie eingeschränkt. 2022 wurde der Rekordwert aus dem Jahr 2019 annähernd wieder erreicht und in den Folgejahren mit 1,73 Mio. Passagieren (2023) und 1,81 Mio. (2024) deutlich übertroffen.
Die Zahl der Flugbewegungen erreichte 2001 mit 62.733 einen Höchstwert und schwankt seit dem Jahr 2004 zwischen circa 30.000 und 50.000 im Jahr.
Im Vergleich der drei baden-württembergischen Verkehrsflughäfen belegt Karlsruhe/Baden-Baden damit den mittleren Platz nach dem Flughafen Stuttgart und vor dem Flughafen Friedrichshafen. Bundesweit steht Karlsruhe/Baden-Baden auf Platz 13 im Vergleich aller Flughäfen. (Siehe auch: Liste der Verkehrsflughäfen in Deutschland)

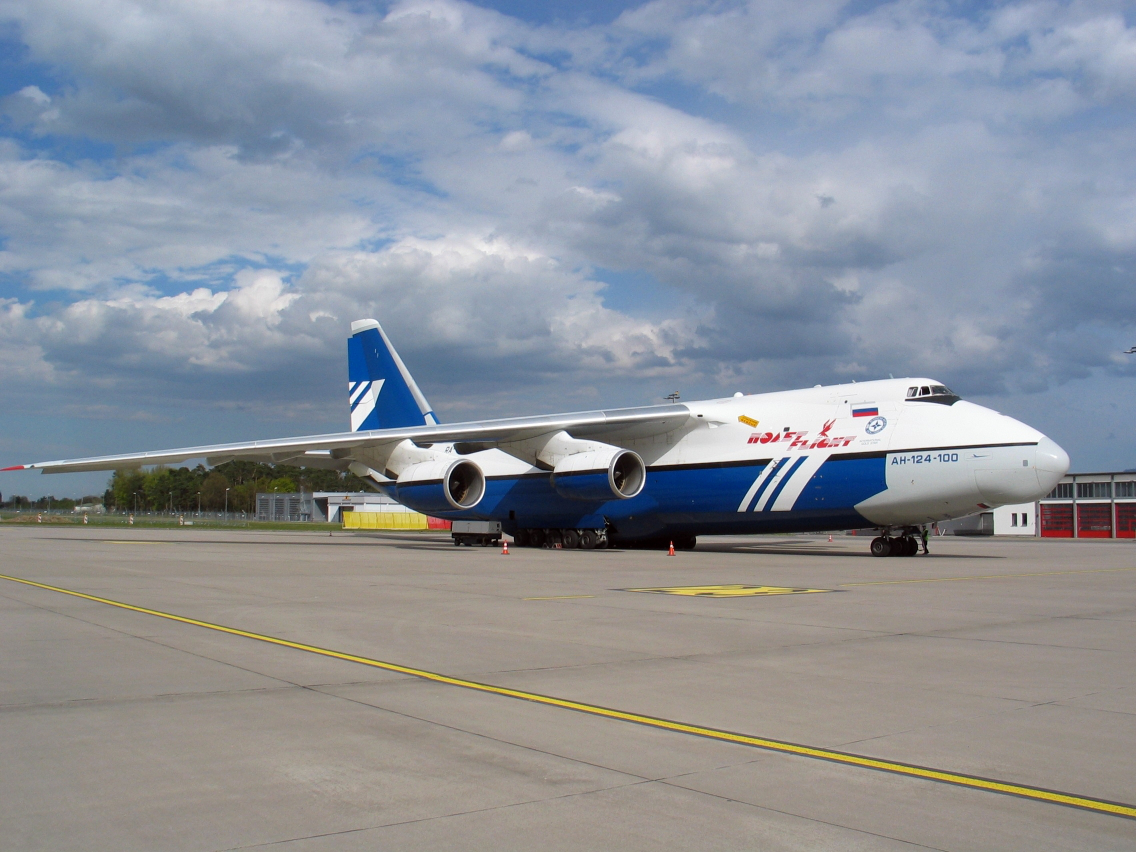
Luftfrachtabfertigung: Antonow An-124 auf dem Vorfeld 2

Im Jahr 2008 wurde am Flughafen Karlsruhe/Baden-Baden zudem 2.800 Tonnen Luftfracht und Luftpost be- oder entladen. 2009 wurden 891 t Fracht über den Airport abgewickelt. 2010 waren es 728 t. 2006 wurden 541 t verzeichnet, 2005 waren es 84 t gewesen. Im Jahr 2020 stieg die Luftfracht um 55,7 % auf 1915 Tonnen.
Im Geschäftsjahr 2011 erwirtschaftete die Baden-Airpark GmbH einen Verlust („negatives Jahresergebnis“) von 3,8 Millionen Euro. Im Geschäftsjahr 2015 lag der Verlust (Jahresfehlbetrag) der Baden-Airpark GmbH bei 5,99 Mio. EUR (2014: Verlust von 5,67 Mio. EUR, 2013: Verlust von 4,5 Mio. EUR).

## Klassifizierung
Seit dem Jahr 2008 bezeichnet der Flughafen sich selbst als „internationaler Verkehrsflughafen“ (IVF). Dies nimmt Bezug auf eine Klassifizierung durch die Arbeitsgemeinschaft Deutscher Verkehrsflughäfen, in deren Direktorium der Flughafen nun vertreten ist. Eine rechtliche Auswirkung hat die Bezeichnung nicht. Von Seiten der Behörden wird FKB weiterhin als Regionalflughafen eingestuft. Das bedeutet, dass die Fluglotsen nicht durch die Deutsche Flugsicherung (DFS) gestellt werden müssen, was bei offiziellen IVF gesetzlich vorgeschrieben ist.

## Ausstattung

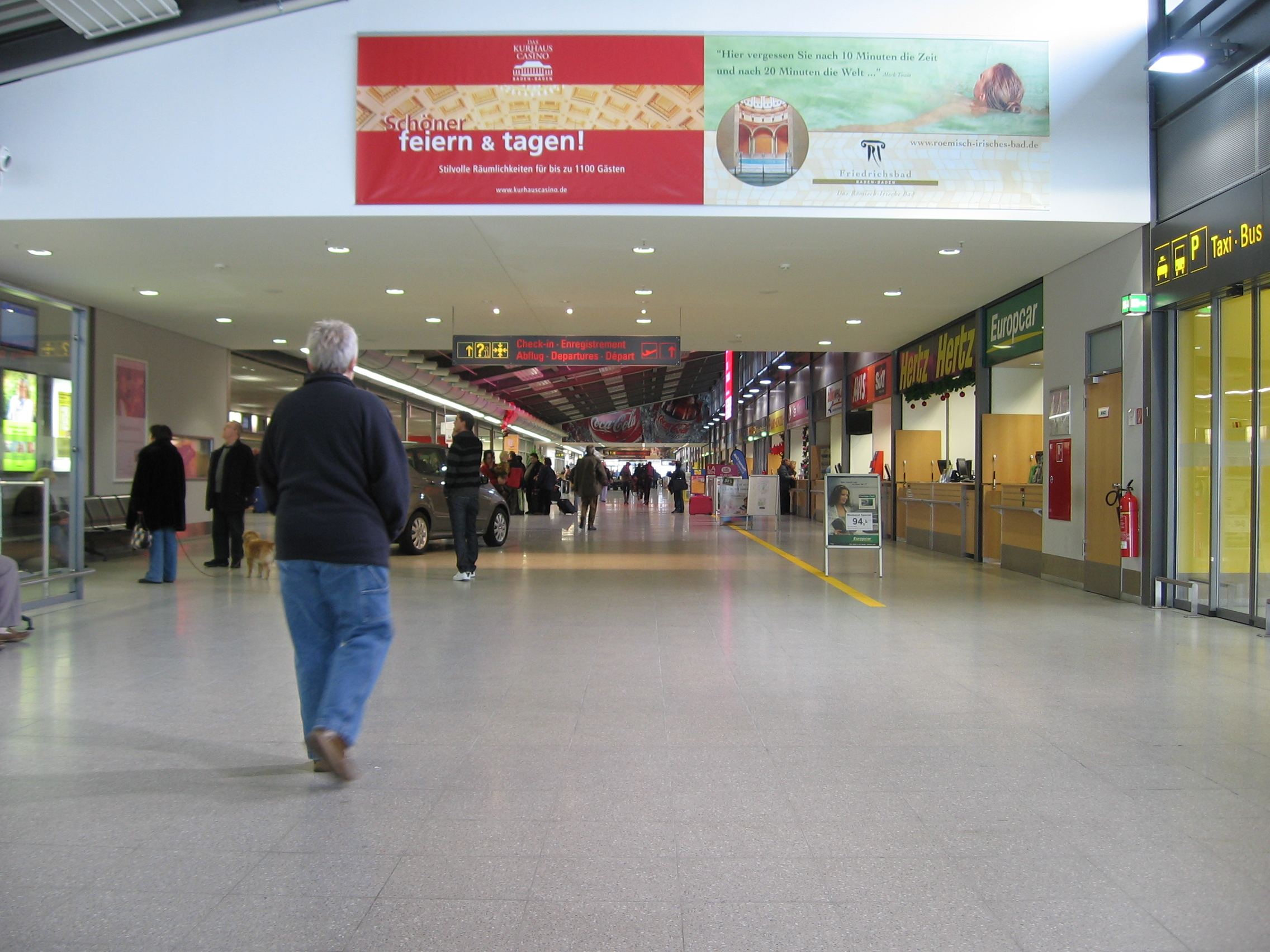
Terminal des Flughafens Karlsruhe/Baden-Baden

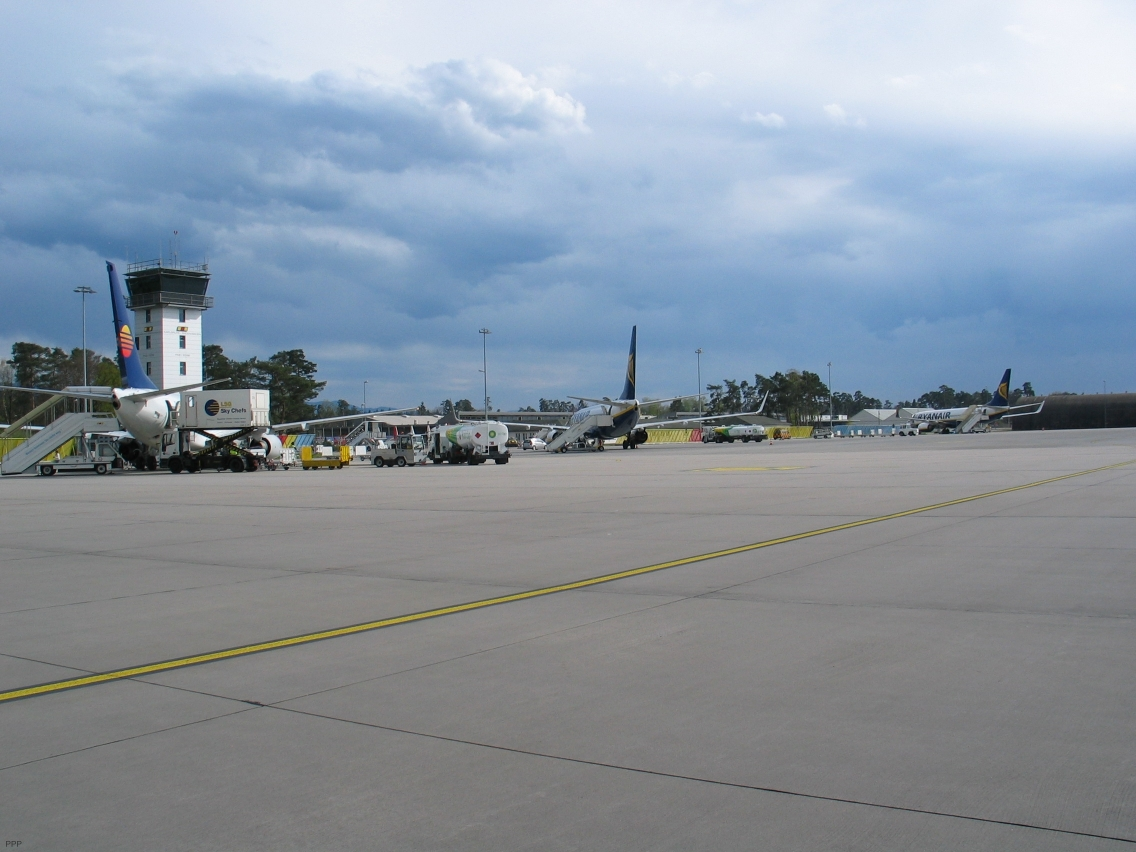
Vorfeld 2

Der Flughafen Karlsruhe/Baden-Baden verfügt über eine 3000 m lange und 45 m breite Start- und Landebahn. In der Hauptlanderichtung 21 sind ILS-Anflüge der Kategorie CAT III b möglich.
Die Abfertigungskapazität im 2005 eröffneten Flughafengebäude liegt bei 2 Millionen Passagieren pro Jahr, das Abfertigungsgebäude kann je nach Bedarf beidseitig erweitert werden. Die Passagiere werden in einem Terminal abgefertigt, das 20 Check-in-Schalter und acht Flugsteige besitzt. Drei Flugsteige sind für Flüge außerhalb des Schengen-Raums vorgesehen, vier Flugsteige für Flüge innerhalb des Schengen-Gebietes. Ein Flugsteig kann wahlweise für Schengen- oder Nicht-Schengen-Flüge benutzt werden. Ankommende Passagiere finden ihr Gepäck auf drei Gepäckbändern vor. Im Terminal befinden sich Schalter von Mietwagenfirmen sowie Reisebüros. Sowohl zur Land- als auch zur Luftseite gibt es ein kleines Bistro. Im Bereich der Luftseite hat man Zugang zu einem Biergarten und einem Kinderspielplatz. Angrenzend an das nördliche Ende des Terminals wurde eine Aussichtsplattform gebaut, die es Besuchern gestattet, die Aktivitäten auf dem Vorfeld zu beobachten. Der Flughafen verfügt über sechs Parkplätze und eine Tiefgarage, mit einer Kapazität von insgesamt 4.000 Stellplätzen.
Das Zentrum für Privatflieger (Private Aviation Center) mit Flugschulen, Restaurant und Stellplätzen für Kleinflugzeuge liegt getrennt vom Terminal im südlichen Bereich des Baden Airpark, dem Sektor E.

## Flugziele und Gesellschaften
Im Sommerflugplan 2025 werden 40 Kurz- und Mittelstreckenziele von 6 Airlines angeboten:
- Corendon Airlines (XC)
  - Antalya
- Enter Air (TUI Charter/ENT/TUI)
  - Fuerteventura, Gran Canaria, Palma de Mallorca, Heraklion/Kreta, Kos, Rhodos

- Eurowings (EW)
  - Palma de Mallorca
- Freebird Airlines (FH)
  - Antalya

- Ryanair (FR)
  - Agadir, Alicante, Barcelona-Girona, Bari, Banja Luka, Cagliari, Dubrovnik, Faro, Fès, Gran Canaria, Korfu, Lamezia Terme, London-Stansted, Mailand-Bergamo, Málaga, Palma de Mallorca, Palermo, Porto, Sarajevo, Sevilla, Sofia, Stockholm-Arlanda, Tanger, Tel Aviv, Teneriffa-Süd, Thessaloniki, Trapani, Valencia, Zadar, Zagreb

- Wizz Air und Wizz Air Malta (W4/W6)
  - Belgrad, Sibiu, Skopje, Timisoara, Tirana

Im Winterflugplan 2025/26 werden 31 Kurz- und Mittelstreckenziele von 3 Airlines bedient.
- Eurowings (EW)
  - Palma de Mallorca
- Ryanair (FR)
  - Agadir, Alicante, Banja Luka, Bari, Barcelona-Girona, Bukarest-Baneasa, Faro, Fes, Gran Canaria, London-Stansted, Málaga, Palma de Mallorca, Porto, Sarajevo, Sevilla, Sofia, Stockholm-Arlanda, Tanger, Tel Aviv, Teneriffa-Süd, Thessaloniki, Trapani, Valencia, Zagreb
- Wizz Air (W4/W6)
  - Tirana, Chisinau, Skopje, Sibiu, Suceava, Timisoara, Belgrad

## Verkehrszahlen
| Rang | Ziel (Flughafen)  | Passagiere 2021 | Veränderung | Passagiere 2020 | Starts 2021 | Veränderung | Starts 2020 |
| ---- | ----------------- | --------------- | ----------- | --------------- | ----------- | ----------- | ----------- |
| 1    | Palma de Mallorca | 45.488          | ▲ 375,17 %  | 9.573           | 360         | ▲ 197,52 %  | 121         |
| 2    | Alicante          | 15.970          | ▲ 95,76 %   | 8.158           | 118         | ▲ 38,82 %   | 85          |
| 3    | Porto             | 12.710          | ▲ 41,43 %   | 8.987           | 85          | ▲ 8,97 %    | 78          |
| 4    | Girona            | 11.750          | ▲ 118,49 %  | 5.369           | 93          | ▲ 66,07 %   | 56          |
| 5    | Tirana            | 10.687          | –           | –               | 73          | –           | –           |
| 6    | Malaga            | 10.668          | ▲ 62,28 %   | 6.574           | 87          | ▲ 11,54 %   | 78          |
| 7    | Pristina          | 10.317          | –           | –               | 72          | –           | –           |
| 8    | Bari              | 9.906           | ▲ 24,49 %   | 7.957           | 65          | ▬ 0,00 %    | 65          |
| 9    | Skopje            | 9.868           | –           | –               | 69          | –           | –           |
| 10   | Thessaloniki      | 9.657           | ▲ 13,52 %   | 8.507           | 70          | ▲ 9,38 %    | 64          |
| 11   | Belgrad           | 8.441           | ▲ 31,25 %   | 6.431           | 65          | ▬ 0,00 %    | 65          |
| 12   | Warna             | 8.404           | –           | –               | 61          | –           | –           |
| 13   | Antalya           | 8.330           | –           | –               | 64          | –           | –           |
| 14   | Kiew              | 7.623           | –           | –               | 62          | –           | –           |
| 15   | London-Stansted   | 7.395           | ▼ −55,77 %  | 16.718          | 82          | ▼ −40,58 %  | 138         |

| Rang | Ziel (Staat)           | Passagiere 2021 | Veränderung | Passagiere 2020 | Starts 2021 | Veränderung | Starts 2020 |
| ---- | ---------------------- | --------------- | ----------- | --------------- | ----------- | ----------- | ----------- |
| 1    | Spanien                | 93.856          | ▲ 179,75 %  | 33.550          | 1.016       | ▲ 82,73 %   | 556         |
| 2    | Italien                | 35.146          | ▲ 24,39 %   | 28.255          | 287         | ▲ 15,73 %   | 248         |
| 3    | Griechenland           | 25.469          | ▲ 51,96 %   | 16.760          | 205         | ▲ 38,51 %   | 148         |
| 4    | Portugal               | 17.328          | ▲ 92,73 %   | 8.991           | 132         | ▲ 45,05 %   | 91          |
| 5    | Rumänien               | 13.934          | ▼ −19,07 %  | 17.218          | 118         | ▼ −24,36 %  | 156         |
| 6    | Kroatien               | 11.659          | ▲ 263,89 %  | 3.204           | 115         | ▲ 161,36 %  | 44          |
| 7    | Marokko                | 10.811          | ▲ 66,22 %   | 6.504           | 92          | ▲ 87,76 %   | 49          |
| 8    | Albanien               | 10.687          | ▲ 421,83 %  | 2.048           | 73          | ▲ 160,71 %  | 28          |
| 9    | Kosovo                 | 10.317          | ▲ 1725,25 % | 598             | 72          | ▲ 900,00 %  | 8           |
| 10   | Bulgarien              | 10.315          | ▼ −13,28 %  | 11.895          | 80          | ▼ −11,11 %  | 90          |
| 11   | Nordmazedonien         | 9.868           | ▲ 97,60 %   | 4.994           | 69          | ▲ 91,67 %   | 36          |
| 12   | Serbien                | 8.441           | ▲ 11,61 %   | 7.563           | 65          | ▲ 75,58 %   | 86          |
| 13   | Türkei                 | 8.349           | ▲ 1600,40 % | 491             | 77          | ▲ 492,31 %  | 13          |
| 14   | Ukraine                | 7.631           | ▲ 120,55 %  | 3.460           | 68          | ▲ 112,50 %  | 32          |
| 15   | Vereinigtes Königreich | 7.544           | ▼ −60,72 %  | 19.204          | 158         | ▼ −27,52 %  | 218         |

## Verkehrsanbindung

### Aktuell
Der Flughafen liegt an der Landesstraße 75 (ehemals Bundesstraße 36) Rastatt–Kehl. Vier Kilometer östlich verläuft die Bundesautobahn 5, deren Ausfahrt Baden-Baden über die L75 und die Bundesstraße 500 erreichbar ist. Dabei wird der Ortskern von Hügelsheim durchfahren. Über die Staustufe Iffezheim ist auf der französischen Rheinseite die Autoroute A 35 erreichbar.
Mit der Bus-Linie 285 (Stadtbus) der Verkehrsbetriebe Baden-Baden – eingebunden in den Karlsruher Verkehrsverbund – wird der Flughafen vom Bahnhof Baden-Baden aus bedient. Vom Bahnhof Rastatt zum Flughafen verkehren die Regionalbus-Linie 234 sowie seit Beginn des Sommerflugplans 2018 im Stundentakt die aus Landesmitteln geförderte Regioschnellbus-Linie X34. Der Flughafen wird nun auch mit Bühl verbunden, hier verkehren Regionalbuslinien.

### Planungen
Der Landkreis Rastatt plante einen Anschluss des Baden Airparks von Osten an die Autobahn 5 über eine neue Anschlussstelle bei Halberstung, südlich der Anschlussstelle Baden-Baden. Dazu hätte die Landesstraße 80 ausgebaut und die Kreisstraße 3761 nördlich an Schiftung vorbei geführt werden sollen. Ein entsprechender Kreistagsbeschluss wurde am 22. Juli 2014 gefasst. Aufgrund von Naturschutzbelangen wäre eine Ausnahmegenehmigung notwendig gewesen und war die Planung umstritten. Im Jahr 2020 lehnte das Regierungspräsidium Karlsruhe diese Ostanbindung aus Naturschutzgründen ab.
Überlegungen, den Flughafen über Baden-Baden oder Rastatt ans Netz der Stadtbahn Karlsruhe anzubinden, wurden bisher nicht umgesetzt. Nach einer standardisierten Bewertung und Folgekostenrechnung aus dem Jahr 2011 bestand keine Aussicht auf Landesförderung, und das Projekt wurde aufgrund der finanziellen Rahmenbedingungen zurückgestellt.

## Besondere Ereignisse
- Am 24. Juni 2003 landete auf dem Flughafen Karlsruhe/Baden-Baden eine Concorde der Air France. Das Überschallflugzeug mit dem Kennzeichen F-BVFB wurde auf dem Flughafengelände zerlegt und danach in das Auto- und Technikmuseum Sinsheim gebracht, wo es seitdem ausgestellt ist.
- Am 19. November 2007 landete das größte Flugzeug der Welt, die Antonow An-225 in Karlsruhe/Baden-Baden.
- Aufgrund der langen Start- und Landebahn und der guten technischen Ausstattung des Flughafens bei gleichzeitig relativ geringer Verkehrsdichte finden am Flughafen Karlsruhe/Baden-Baden zeitweise Trainingsflüge im Rahmen des Pilotentrainings mit Flugzeugmustern wie der McDonnell Douglas MD-11, dem Airbus A340, der Boeing 747 oder dem Airbus A380 statt. Am 31. Mai und 4. Juni 2010 absolvierte die Lufthansa hier mit ihrem ersten A380 – dem größten Passagierflugzeug der Welt – Pilotentrainingsflüge. Mehrere Tausend Schaulustige fanden sich ein.[33]

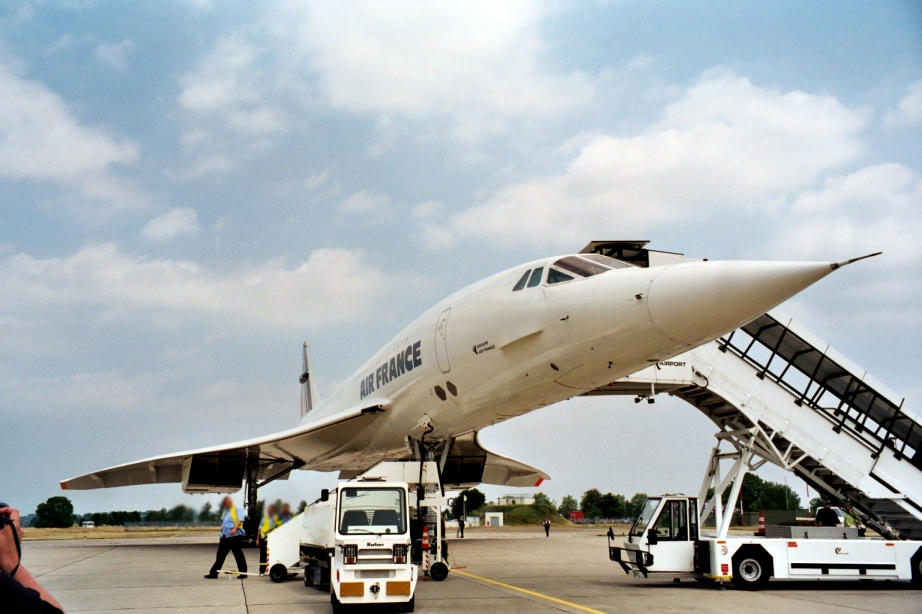
Concorde der Air France auf dem Vorfeld 1 im Juni 2003
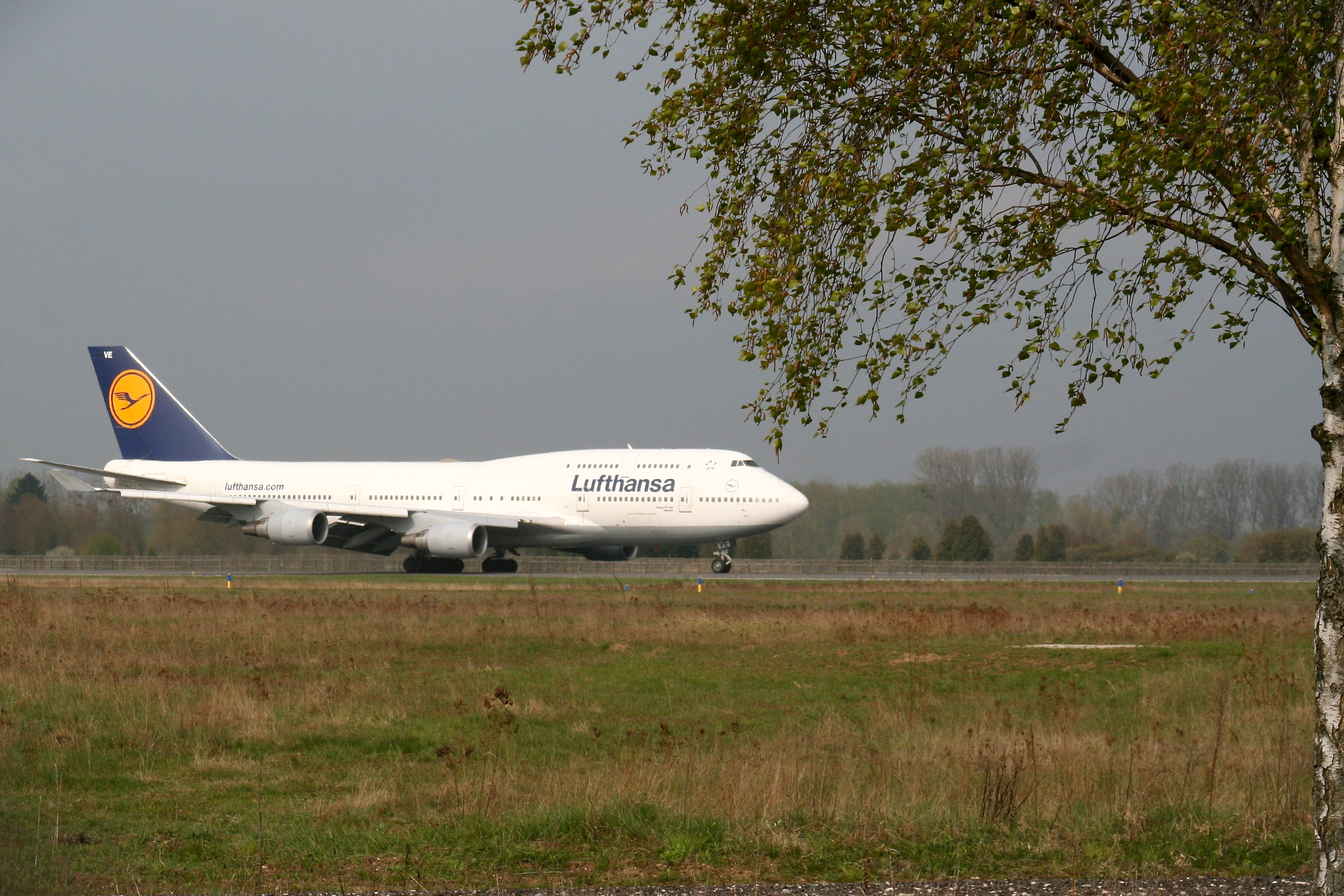
Lufthansa-Pilotentraining mit einer Boeing 747
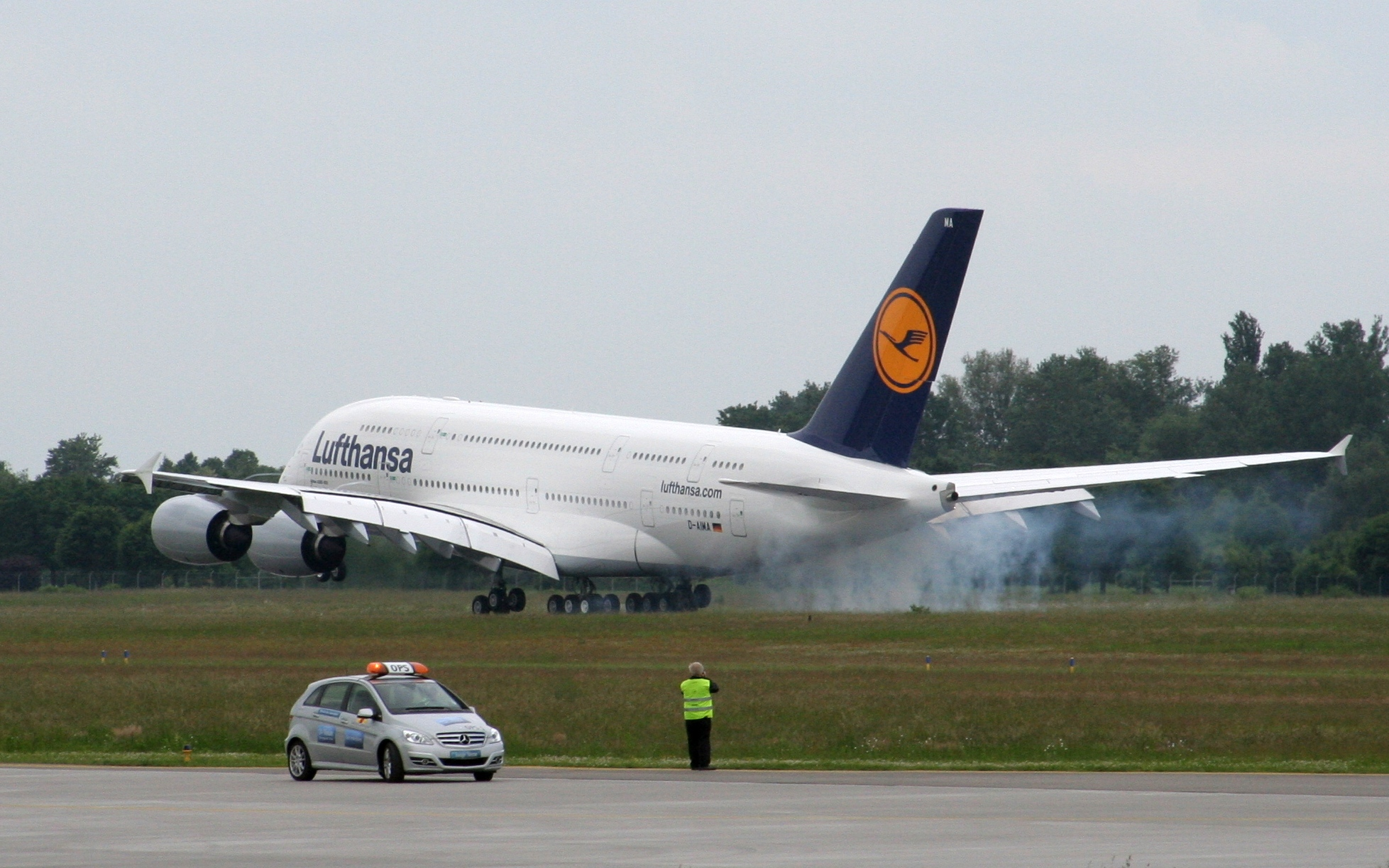
Einer der ersten Trainingsflüge des Airbus A 380 der Lufthansa im Mai 2010

Am 25. März 2020 wurde der Flugbetrieb für Passagierflugzeuge auf Grund der COVID-19-Pandemie stark eingeschränkt. Am 2. Juni 2020 fand schließlich wieder der erste Linienflug statt, dieser wurde von Wizz Air durchgeführt.